# The Ancient Gallery
The Ancient Gallery war eine deutsche Rockband.

## Geschichte
Die Gruppe The Ancient Gallery (benannt nach einem Zitat aus dem Song The End von der Gruppe The Doors) wurde 1992 von den Brüdern Robin und Andy „Enni“ W., Friedrich M., Convex und Stefan Baier in Eppendorf gegründet. Anfänglich beschränkte sich die Band auf das Nachspielen von bekannten Titeln unterschiedlichster Musikrichtungen. Ein halbes Jahr nach Gründung wurde bereits der erste Auftritt vor Publikum in Eppendorf absolviert. In den folgenden Jahren verbesserten die Musiker ihre autodidaktisch erworbenen Fähigkeiten durch Lehrgänge und Kurse an verschiedenen Musikschulen. Des Weiteren veröffentlichten sie von 1993 bis 1995 erste Demokassetten (Origin und Fortune Teller), welche der Band zu zahlreichen Auftritten in ihrer Region verhalfen. Im Jahre 1997 erschien die Maxi-CD Her Sister, auf der erstmals auch deutschsprachige Titel zu finden waren. Die Musiker steuerten bereits in dieser Phase ihres Bestehens die Zusammenarbeit mit Künstlern unterschiedlichster Metiers an. Es war und ist stets das Bestreben der Gruppe, mehr als nur Musik zu bieten. So begleitete zum Beispiel eine Bilderserie von Dresdner Künstlern die Band bei ihren Auftritten. Als 1999 der Schlagzeuger Stefan Baier die Gruppe aus beruflichen Gründen verließ, befanden sich The Ancient Gallery gerade in der Produktion ihres ersten Albums. Deinstallation erschien dennoch pünktlich im Jahre 2000. Für die Aufnahmen zum zweiten Album Kopfdelay konnten die inzwischen nur noch vier Mitglieder namhafte Gastmusiker gewinnen; u. a. B. Broiler von den Inchtabokatables.
Das 2002 erschienene Album zweite Album Kopfdelay stellte den bisherigen Höhepunkt der Bandgeschichte dar. Es folgten Konzertreisen unter anderem nach Prag, Paris, Budapest, Tallinn und Warschau. Das Album wurde im Ausland (Osteuropa und Amerika) recht gut angenommen. Durch eine Zusammenarbeit mit dem Goethe-Institut konnte eine Konzert-Reise nach Estland und Finnland unternommen werden, bei der auch einheimische Künstlergruppen in das Programm von The Ancient Gallery einbezogen wurden.
2004 wurde das Album alles ist nichts produziert, welches erstmals europaweit vertrieben wird. Als Mixer konnte der Atrocity-Frontmann Alexander Krull gewonnen werden. Die zum Album gehörige Tour führte die Musiker durch ganz Deutschland und auch wieder ins Baltikum, wo sie in Estland, Litauen und Lettland vor begeistertem Publikum spielten. 2005 spielte die Gruppe ein „konspiratives“ Konzert in der belarussischen Hauptstadt Minsk, um der dortigen Musikszene beiszustehen, die unter gewaltigen Repressionen der Staatsmacht zu leiden hat.
Nebenher arbeiten The Ancient Gallery in ihrem eigenen Tonstudio („Spunk Cave“) auch an Remixen für andere Künstler. So entstanden in den letzten Jahren neue Versionen von Liedern anderer Bands wie Terminal Choice, Das Ich, Nik Page oder Zombie Joe. 2006 gab die Band überraschend ihre Auflösung bekannt. Ob die Musiker an neuen Projekten beteiligt sind, ist zurzeit ungewiss.

## Stil
Die Musik der Band lässt sich schwerlich in bestehende Musikgenres einordnen. Der Ausstieg des Schlagzeugers stellte insofern einen Wendepunkt dar, als nun verstärkt mit elektronischen Instrumenten gearbeitet wurde. In den letzten Jahren dominierten vor allem harte Gitarrenpassagen den durchgängig tanzbaren Sound der Band. Sänger Robin W. spricht bzw. singt seine Texte in ungewohnter Weise zur Musik, so dass leicht die Assoziation mit dem Theatergenre aufkommt.